# Bürgerliches Trauerspiel
Das bürgerliche Trauerspiel ist ein Theatergenre, das im 18. Jahrhundert in London und Paris aufkam. Denis Diderot bezeichnete es als genre sérieux. Eine deutschsprachige Variante wurde etwa von Gotthold Ephraim Lessing entwickelt. Die Hauptfiguren stammen aus dem Bürgertum oder niederen Adel und das Stück hat ein tragisches Ende. Mit dieser Gattung wird Ende des 18. Jahrhunderts versucht, eine bürgerliche Hochkultur zu schaffen, die sich von den populären Theaterereignissen abhebt.

## Geschichte
Der Ausdruck „bürgerliches Trauerspiel“ ist zur Zeit seiner Entstehung ein Oxymoron. Tragödien spielten in der Welt des Adels und waren hauptsächlich für die Hofgesellschaft bestimmt, nicht für einen bürgerlichen Rahmen. Es gab nur ein adliges Trauerspiel und ein bürgerliches Lustspiel. Als Abklatsch der Tragödien für das „gemeine Volk“ gab es die Haupt- und Staatsaktionen. Bürger waren von vornherein lustige Personen, was für viele ein Ärgernis war. Bürgerliche Theaterstücke waren meist grobe Komödien, so wie die Spektakel auf den Pariser Jahrmarktstheatern oder die Hanswurstiaden von Josef Anton Stranitzky. Es galt die Ansicht, der Bürger könne nur in der Komödie als Hauptfigur auftreten, da ihm die Fähigkeit zum tragischen Erleben fehle (Ständeklausel). 
Das bürgerliche Trauerspiel entstand somit im Zuge der Emanzipationsbewegung des Bürgertums, das sich damit eine Präsentations- und Identifikationsplattform schuf. Seine Tragik entfaltet sich nicht mehr in der Welt eines für die Menschheit exemplarischen adligen Helden, sondern in der Mitte der Gesellschaft. 
Der Terminus „bürgerlich“ ist nicht nur unter soziologischen, sondern auch unter ethischen Gesichtspunkten zu betrachten, da es sich um eine Gesinnungsgemeinschaft handelt, der Personen vom niederen Adel bis zum Kleinbürgertum angehören können, die sich aber durch einen ausgeprägten Moralkodex vom Hochadel abzugrenzen versuchen. – Die Herkunft aus einer „guten Familie“ bleibt dem Einzelnen verwehrt, aber jeder kann sich für einen vorbildlichen Lebenswandel entscheiden. Der Wert eines bürgerlichen Individuums ist nicht vorgegeben wie der des Adligen (Geburtsadel), sondern ergibt sich erst durch sein lobenswertes Verhalten (Tugendadel). Es „hat“ keinen Namen von sich aus, sondern ist gleichsam ein Schauspieler, der sich erst einen Namen machen muss. Daraus ergab sich die bürgerliche Aufwertung des Theaterspiels im 18. Jahrhundert.
Paul Landois bezeichnete sein Drama Silvie (Paris 1741) schon als „tragédie bourgeoise“. Ein weiterer Vorläufer der bürgerlichen Tragödie ist George Lillos „domestic tragedy“ The London Merchant (London 1731). Die Pioniere des bürgerlichen Dramas, Pierre-Augustin Caron de Beaumarchais und Denis Diderot hielten sich dagegen mit dem tragischen Ende zurück, das eher der Oper vorbehalten blieb oder schnell einmal zum Schocker oder Reißer in der Art des aufkommenden Melodrams tendierte. Das tragische Ende signalisierte zwar aus konservativer Sicht, dass das Drama zur höchsten Theatergattung gehörte, erschien aber manchen Neuerern nicht konstruktiv und optimistisch genug. Die meisten bürgerlichen Dramen sind daher Rührende Komödien, also Stücke mit ernster Handlung und glücklichem Ausgang. Vor allem Diderot entwickelte eine Theorie des bürgerlichen Dramas (Entretiens sur le fils naturel, 1757, Discours sur la poésie dramatique, 1758). Seine Dramen waren hingegen nicht so erfolgreich wie diejenigen von Beaumarchais.

## Merkmale
Von seinen Stoffen her geht es im deutschsprachigen bürgerlichen Trauerspiel entweder um unpolitische Familienkonflikte, die soziale Gegensätze möglichst nicht berühren und auf das Verbindende einer „reinen Menschlichkeit“ setzen (vgl. Empfindsamkeit), oder es handelt vom politischen Kampf gegen die Unterdrückung durch den Adel, später auch von der Kritik der entstehenden Arbeiterklasse an der bürgerlichen Wertordnung. 
Die antiken mythologischen (oder historischen adligen) Hauptfiguren der französischen Klassik werden im bürgerlichen Trauerspiel zu „einfachen“ Menschen gemacht. Die in der Tragödie bisher übliche Versform wird im bürgerlichen Trauerspiel selten übernommen. Charakteristisch ist es ein Widerspruch zum Regeldrama. Die Haltung zu den klassischen Vorbildern hat der Germanist Volker Klotz mit der Unterscheidung geschlossene und offene Form im Drama zu beschreiben versucht.

## Beispiele
Von den meisten Literaturhistorikern wird Lessings Miss Sara Sampson (1755) als das erste deutschsprachige bürgerliche Trauerspiel betrachtet. Aber auch andere deutschsprachige Autoren stellten sich diese Aufgabe wie Christian Leberecht Martini (Rhynsolt und Sapphira, 1755). Statt der Politik, der Öffentlichkeit und der Historie herrscht in Miss Sara Sampson eine private, mitmenschliche und familiäre Atmosphäre vor, in der nichts Übermenschliches mehr anzutreffen ist. Lessing geht es vor allem um die Identifikation und das Mitleid der Zuschauer, das zu ihrer sittlichen Besserung führen soll. Hier wird der Ständekonflikt so gut wie gar nicht thematisiert, die Handlung spielt auch recht häufig im privaten Umfeld adliger Kreise. 
Der Konflikt zwischen Bürgertum und Adelswillkür erscheint erstmals in Lessings Emilia Galotti (1772) und findet in Schillers Kabale und Liebe (1784) die sprachlich und dramatisch geschlossenste Ausformung. 
Doch auch Mischformen entstehen Ende des 18. Jahrhunderts wie Christiane Karoline Schlegels Düval und Charmille (1778). In diesem Drama wird kein Konflikt zwischen Bürger und Adel beschrieben, sondern es geht mehr um die familiären und geschlechtlichen Machtverhältnisse in der damaligen Gesellschaft. Der Hofadel agiert als Ordnungsträger, und die Konflikte werden nur innerhalb des Bürgerstandes ausgetragen.
Mit Friedrich Hebbels Maria Magdalena (1844) richtet sich der Fokus auf kleinbürgerliche Moralvorstellungen und pedantische Sittenstrenge mit den daraus resultierenden Konflikten innerhalb des Standes. Die Dramen von Ludwig Anzengruber übertragen dieses Prinzip auf eine ländliche Welt. Die naturalistischen Dramen von Gerhart Hauptmann oder Henrik Ibsen offenbaren die Lebenslügen selbstzufriedener Bürger.
Dabei sollte nicht übersehen werden, dass diese literarischen Trauerspiele nur ein schmales gebildetes Publikum erreichten. Wirkung auf das breitere bürgerliche Publikum erzielten seit Ende des 18. Jahrhunderts neue Formen der Tragödie oder der Tragikomödie wie das Melodram, das Rührstück, die große Oper. – Das Publikum des Alt-Wiener Volkstheaters betrachtete es mehrheitlich nicht als Problem, dass ihm die Possen einen Zerrspiegel entgegenhielten und dem Bürgertum damit die Würde des ernsten Schicksals versagten. Johann Nestroy hat die bürgerliche Tragödie des Volkstheaters als „traurige Posse“ karikiert (Der Talisman, 1840).

## Liste
- Gotthold Ephraim Lessing: Miss Sara Sampson
- Gotthold Ephraim Lessing: Emilia Galotti
- Christiane Karoline Schlegel: Düval und Charmille
- Friedrich Schiller: Kabale und Liebe
- Heinrich Leopold Wagner: Die Kindermörderin
- Friedrich Hebbel: Maria Magdalena
- Arthur Schnitzler: Liebelei
- Gerhart Hauptmann: Rose Bernd
- J.M.R. Lenz: Die Soldaten